# Keon Johnson
Christopher Keon Johnson  (Shelbyville, Tennessee; 10 de marzo de 2002) es un jugador de baloncesto estadounidense que pertenece a la plantilla de los Brooklyn Nets de la NBA. Con 1,91 metros de estatura, juega en la posición de escolta.

## Trayectoria deportiva

### Universidad
Jugó una temporada con los Volunteers de la Universidad de Tennessee, en la que promedió 11,3 puntos, 3,5 rebotes, 2,5 asistencias y 1,1 robos de balón por partido. Al término de la temporada fue incluido en el mejor quinteto freshman de la Southeastern Conference.
El 7 de abril de 2021, Johnson se declaró elegible para el draft de la NBA, renunciando a su elegibilidad universitaria restante.

#### Estadísticas
| Año     | Equipo    | PJ | PT | MPP  | %TC  | %3P  | %TL  | RPP | APP | ROB | TPP | PPP  |
| ------- | --------- | -- | -- | ---- | ---- | ---- | ---- | --- | --- | --- | --- | ---- |
| 2020–21 | Tennessee | 27 | 17 | 25.5 | .449 | .271 | .703 | 3.5 | 2.5 | 1.1 | .4  | 11.3 |

### Profesional
Fue elegido en la vigesimoprimera posición del Draft de la NBA de 2021 por New York Knicks, pero fue posteriormente traspasado a Los Angeles Clippers. El 4 de febrero de 2022 es traspasado, junto a Eric Bledsoe y Justise Winslow a Portland Trail Blazers, a cambio de Norman Powell y Robert Covington.
Tras dos temporadas en Portland, el 27 de septiembre de 2023, es traspasado a Phoenix Suns en un intercambio entre tres equipos, pero es cortado el 22 de octubre antes del inicio de la temporada. El 1 de noviembre firma un contrato dual con Brooklyn Nets El 21 de julio de 2024 volvió a firmar con los Nets con un contrato multianual.

## Estadísticas de su carrera en la NBA

### Temporada regular
| Año     | Equipo        | PJ  | PT | MPP  | %TC  | %3P  | %TL  | RPP | APP | ROB | TPP | PPP  |
| ------- | ------------- | --- | -- | ---- | ---- | ---- | ---- | --- | --- | --- | --- | ---- |
| 2021-22 | L.A. Clippers | 15  | 0  | 9.0  | .333 | .273 | .762 | 1.4 | .9  | .5  | .1  | 3.5  |
| 2021-22 | Portland      | 22  | 12 | 25.5 | .357 | .348 | .833 | 2.7 | 2.9 | 1.0 | .5  | 9.7  |
| 2022-23 | Portland      | 40  | 0  | 10.4 | .376 | .346 | .659 | 1.1 | 1.5 | .5  | .2  | 4.7  |
| 2023-24 | Brooklyn      | 5   | 0  | 12.3 | .381 | .400 | .917 | 1.4 | .6  | .6  | .2  | 6.2  |
| 2024-25 | Brooklyn      | 79  | 56 | 24.4 | .389 | .314 | .770 | 3.8 | 2.2 | 1.0 | .4  | 10.6 |
| Total   | Total         | 161 | 68 | 19.2 | .379 | .324 | .765 | 2.7 | 1.9 | .8  | .3  | 8.2  |